# Frank Kirchhoff (Neurowissenschaftler)

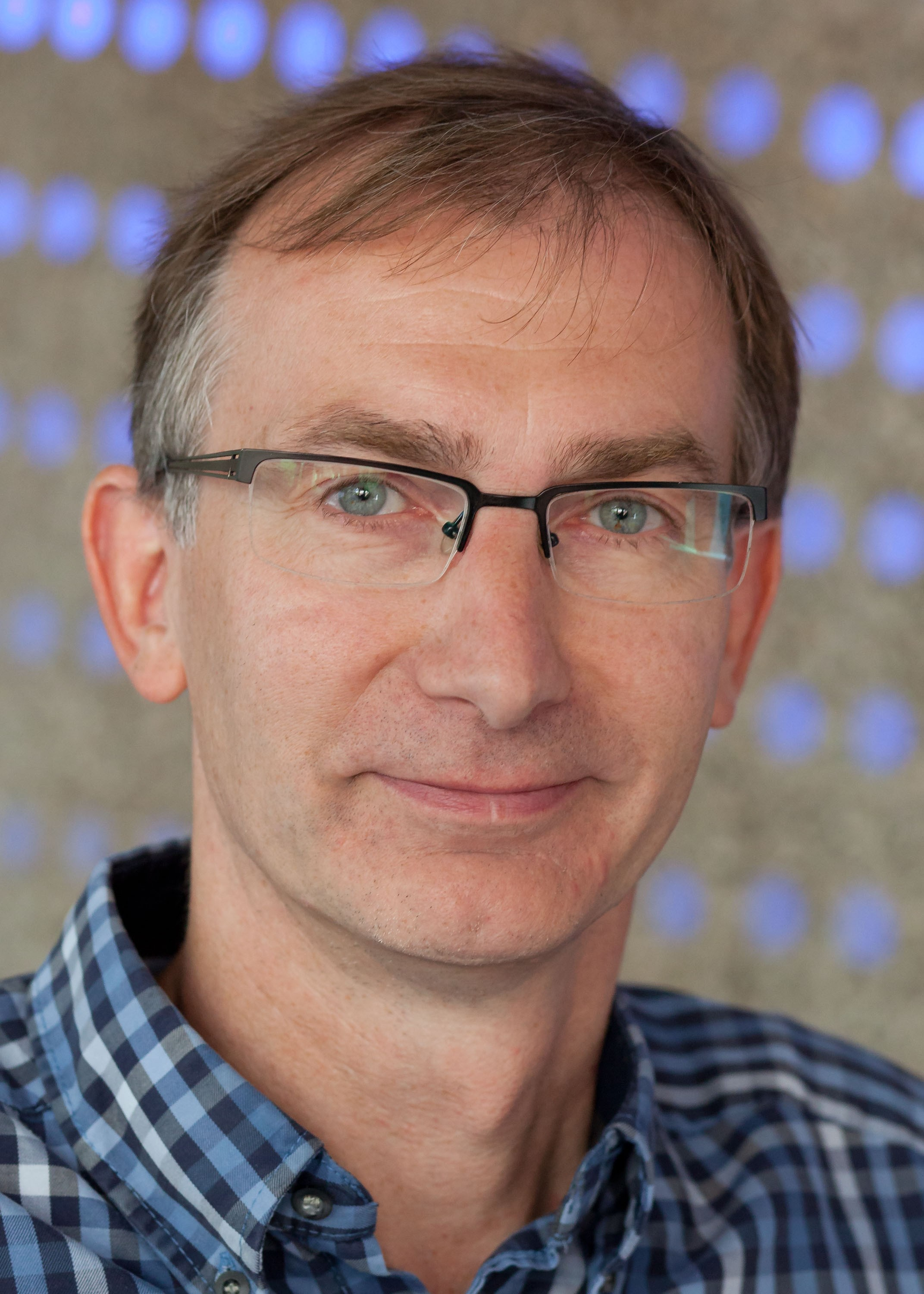
Frank Kirchhoff (2020)

Frank Kirchhoff (* 1. November 1960 in Barfelde) ist ein deutscher Neurowissenschaftler. Er forscht und lehrt als Professor am Centrum für Integrative Physiologie und Molekulare Medizin (CIPMM) der Universität des Saarlandes in Homburg. Seine Forschungsschwerpunkte sind Gliazellen und ihre molekularen und zellulären Mechanismen in der Interaktion mit Nervenzellen bei wichtigen Funktionen des zentralen Nervensystems (ZNS).

## Leben
Frank Kirchhoff ist verheiratet mit Ute Kirchhoff, gemeinsam haben sie zwei Töchter.
Nach dem Abitur am Gymnasium Alfeld 1980 studierte Frank Kirchhoff von 1981 bis 1985 Biochemie an der Universität Hannover und schloss sein Studium 1985 mit einer Diplomarbeit am Institut für Neurobiologie der Universität Heidelberg bei Melitta Schachner Camartin ab, wo er mit seiner Dissertation über die Struktur und Biosynthese des Myelin-assoziierten Glykoproteins im Jahr 1990 zum Doktor der Naturwissenschaften (Dr. rer. nat.) promovierte. Anschließend arbeitete er von 1991 bis 1994 als Postdoktorand an selbigem Institut und von 1995 bis 1999 am Max-Delbrück-Centrum für Molekulare Medizin mit Helmut Kettenmann in Berlin. Im Jahr 1997 habilitierte Frank Kirchhoff an der Freien Universität Berlin in Biochemie und lehrte dort von 1997 bis 2008 als Privatdozent. Von 2000 bis 2009 war er Forschungsgruppenleiter am Max-Planck-Institut für Experimentelle Medizin in Göttingen.
Frank Kirchhoff ist seit 2009 Lehrstuhlinhaber für Molekulare Physiologie an der Universität des Saarlandes. In der XXIII. Wahlperiode von 2018–2022 war er dortiges Senatsmitglied.
Er ist seit 2014 Gastprofessor an der Universität Craiova in Rumänien und an der Landesuniversität von Campinas in Brasilien. Seit 2013 ist Frank Kirchhoff, gemeinsam mit Christine R. Rose (Heinrich-Heine Universität Düsseldorf), Sprecher des Schwerpunktprogramms 1757 zur Glialen Heterogenität der Deutschen Forschungsgemeinschaft. Von 2016 bis 2022 koordinierte er ein europäisches Ausbildungsnetzwerk zur Förderung junger Neurowissenschaftler im Rahmen der Marie-Skłodowska-Curie-Maßnahmen des EU-Programms Horizont 2020. Frank Kirchhoff gehört der Redaktionsleitung mehrerer wissenschaftlicher Fachzeitschriften an, unter anderem Glia (seit 2009) und NeuroForum (seit 2015). Seit 2012 gehört Frank Kirchhoff dem Kollegium der International Astrocyte School an. Er ist seit 2016 Mitglied der Academia Europaea. In der Amtsperiode 2021 bis 2023 war er Vizepräsident der Neurowissenschaftlichen Gesellschaft (NWG), wo er zuvor von 2019 bis 2021 Sektionssprecher für Molekulare Neurobiologie war. Von März 2023 bis März 2025 war er Präsident der NWG.
Seit 2019 ist Frank Kirchhoff für Bündnis 90/Die Grünen Mitglied im Homburger Stadtrat. In 2019 initiierte er die Gründung der Landesarbeitsgemeinschaft Wissenschaft, Hochschule und Technologiepolitik der Grünen Saar, deren Sprecher er bis 2022 gemeinsam mit Lea Kaschek war.

## Trivia
Frank Kirchhoff ist passionierter Radfahrer und Jazz-Liebhaber.